# Ototyphlonemertes aurita
Ototyphlonemertes aurita är en djurart som tillhör fylumet slemmaskar, och som först beskrevs av Ulyanina 1870.  Ototyphlonemertes aurita ingår i släktet Ototyphlonemertes och familjen Ototyphlonemertidae. Inga underarter finns listade i Catalogue of Life.